# Carrer Indústria
El carrer Indústria és un carrer situat a la ciutat de Palma. Antigament era una part del Camí de Son Rapinya, però el 1880 va passar a denominar-se carrer de la Indústria. Porta el nom d'Indústria perquè durant el segle XIX en la via, igual que en moltes altres de la zona, hi va haver fàbriques. Testimoni d'això són els qutre molins fariners del S.XVII que es conserven, actualment reconvertits en locals comercials. Pareix que formaven part d'un conjunt d'onze molins i que foren esbucats cap el 1920. Aquests edificis fan que el carrer sigui popularment conegut pel ciutadans com camí dels Molins.
Està situada en el Districte Ponent de la ciutat i travessa els barris de Santa Catalina i Camp d'en Serralta. S'estén des del carrer Catalunya, al final de l'avinguda Jaume III i del passeig Mallorca, fins a l'inici del carrer Llibertat al barri de Son Dameto. Té una longitud total de 550 metres.